# 叩頭

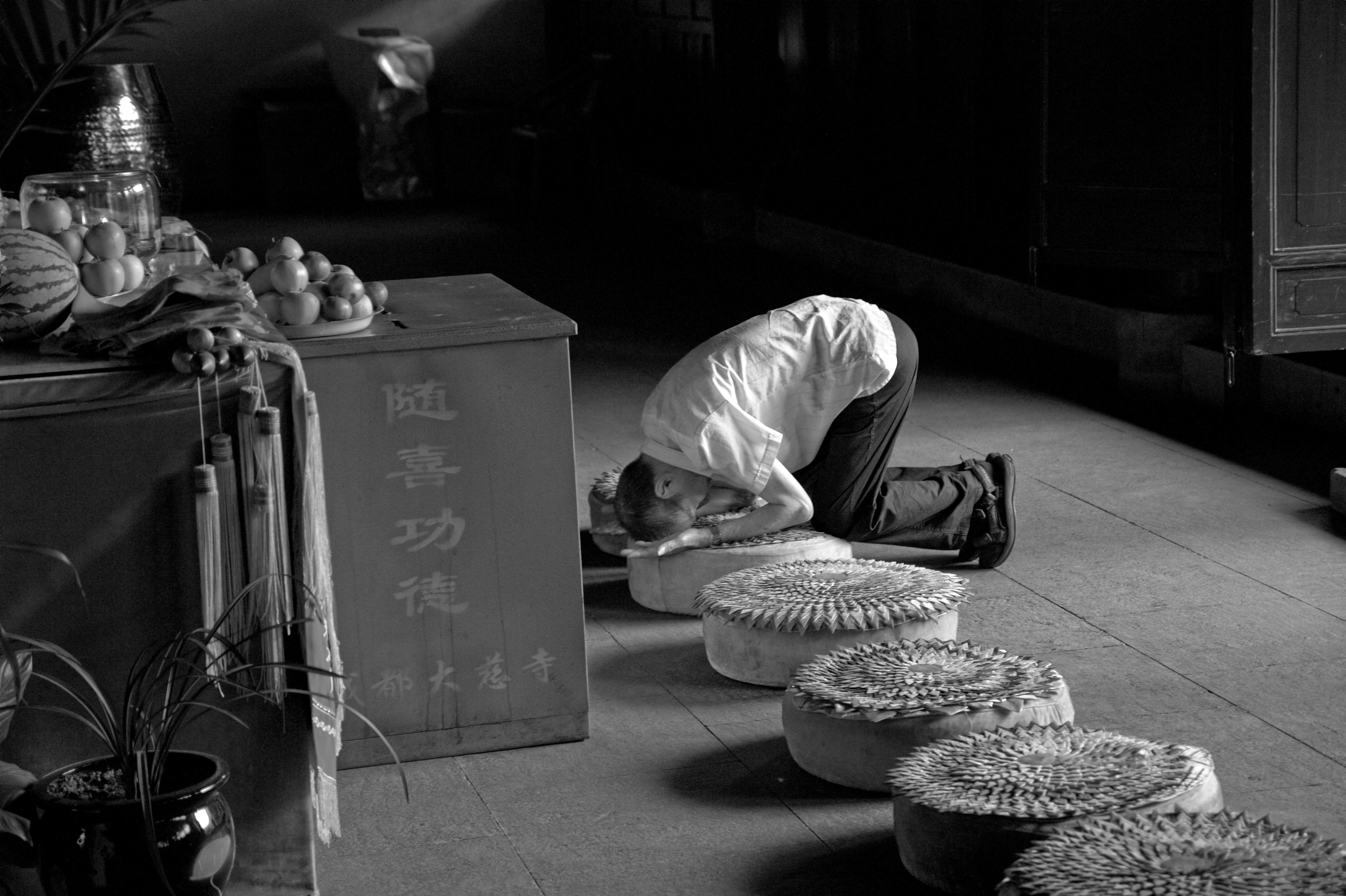
現代の中国の寺院において、叩頭して祈る人、2008年撮影。

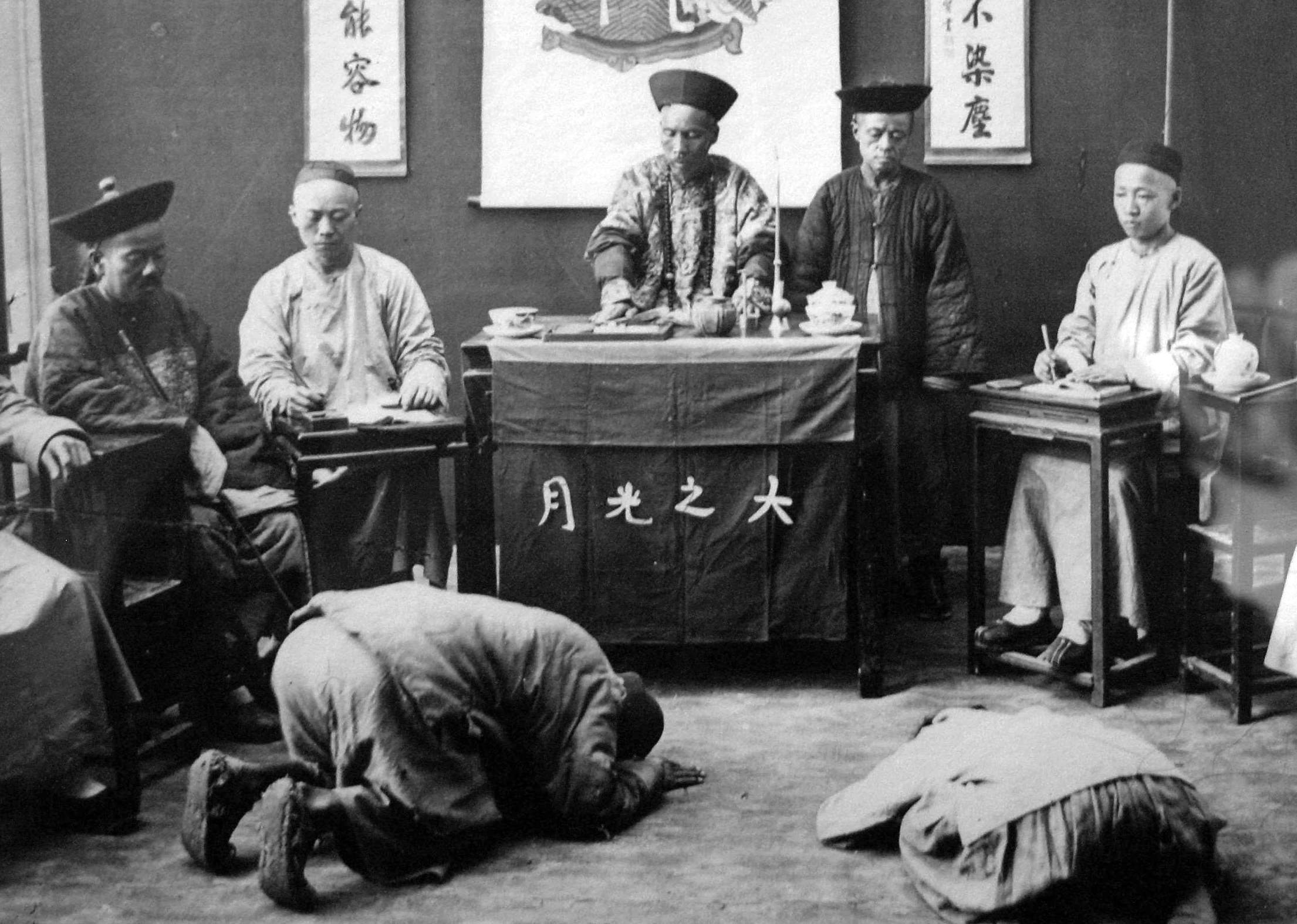
裁判の場における叩頭、1889年。

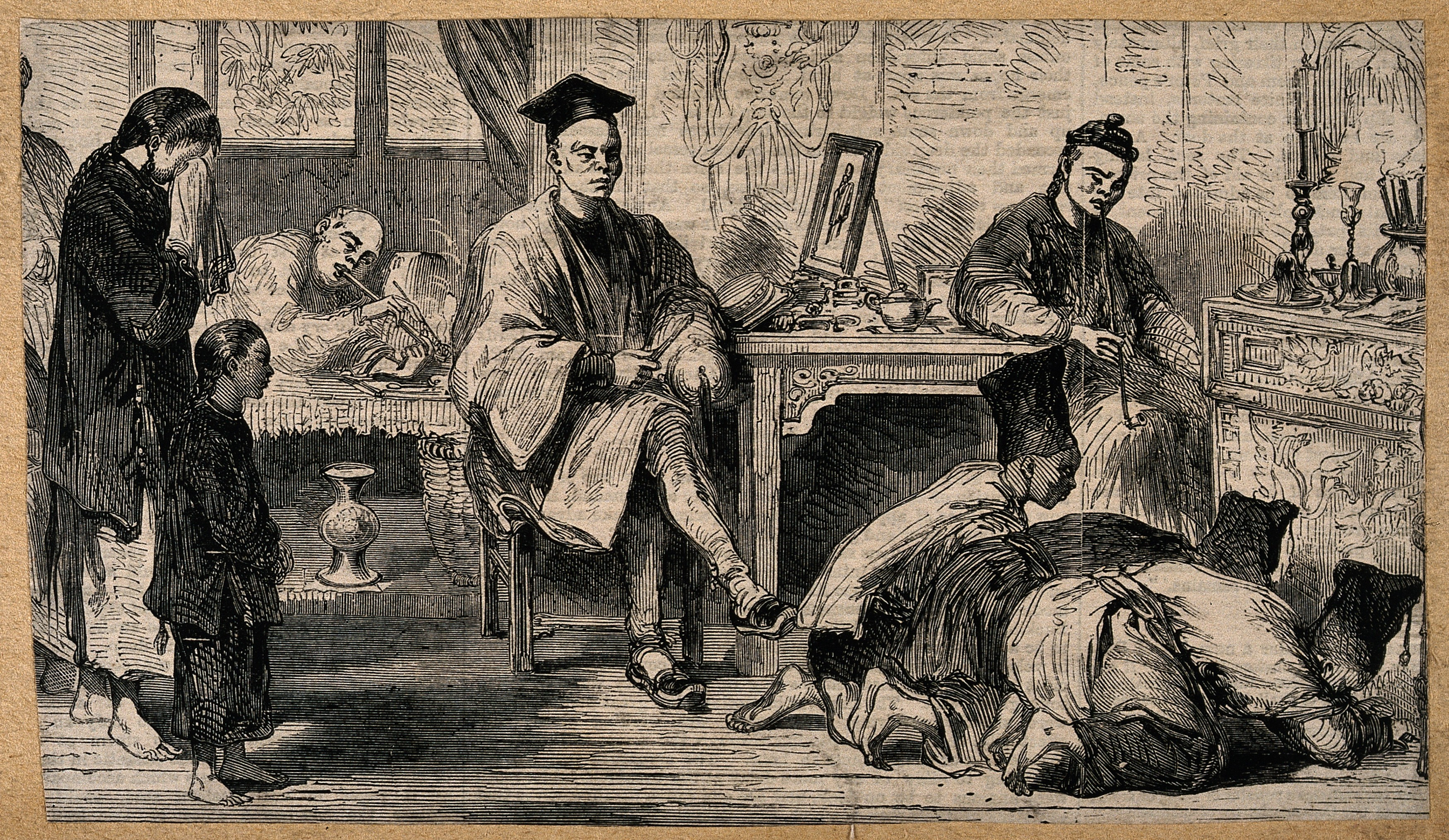
中国の叩頭。右側に、祭壇に向かって叩頭する3人の人物が描かれている。

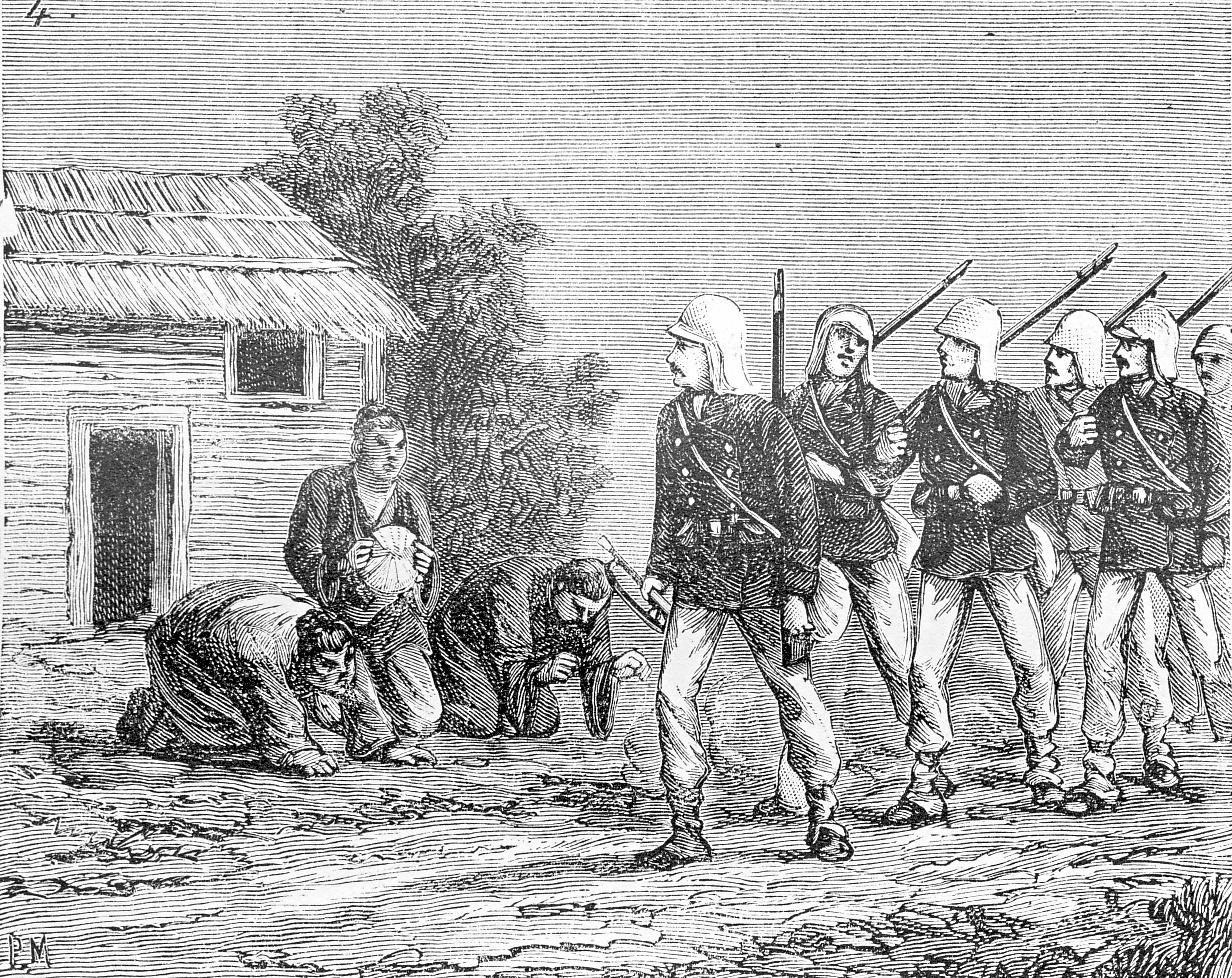
フランス軍兵士に叩頭するベトナム北部の民。1884年の事件を描いた1887年の画。

叩頭（こうとう、満洲語：ᡥᡝᠩᡴᡳᠨ, hengkin）は、東アジアの伝統儀式、礼儀作法のひとつで、中国語では「磕頭」ともいう。この動作をする人は、両膝を地面につけ、両手を地面に置いて、さらに頭を地面につける。これによって、高度な忠誠と尊敬の念を表すことになる。こうした儀式は、本来は人間が神仏に対して行うものであるが、子が父母に対して、先祖に対しても行うほか、目上の者に対して重大な過ちを犯したことを謝罪する場合にも行われる。叩頭は、頓首礼（頭を地に押し付ける礼）、稽首礼（額付きの礼）の動作のひとつであり、日本における土下座の礼儀も、叩頭の動作を含むものである。
中国では、仏教寺院における礼拝の方法として一般的に行われている。

## 歴史
礼儀作法として頭部を地面につける行為は、西周の時代に文献記録がある。詩経には「虎拜稽首：『天子萬年』」（「虎（人名）は額付いて「天子さま、いつまでも長生きを」と言った」）という記述がある。ここで「稽首」とは、9種類ある拝礼の最も上位のものであり、昔の人は地面に座わり、左手で右手を抑え、上体を伏せて地面に触れる礼拝をしたが、「稽首」はすなわち、長く頭を地面につけ続け、拝む状態を指していた。中国では、宋代より前から行われていたが、これが朝鮮、日本、ベトナム、琉球に広まった。正式な場所では皆が地面に座り、正座をするが、正座と額付きの違いは、正座をしている時には尻を脚の上に載せるが、額付く時には尻を後ろに向けるというだけであり、膝を曲げたまま、正座の状態から尻を上げれば、身を伏せ、腰を曲げて、頭を地に触れる、叩頭の状態となる。
康有為は、『擬免跪拜詔』（「ひざまづいての拝礼を免除する詔」）の中で、中国における君臣の儀礼の変遷を総括して、「漢制，皇帝為丞相起，晉、六朝及唐，君臣皆坐。宋乃立，惟元乃跪，後世從之。（漢の制度では、皇帝も丞相のためには立ったが、晋、六朝、唐では、君臣ともに皆が座った。宋では立っていたが、元から後はひざまづくようになった。）」と述べた。こうしてモンゴル人たちが、仏教において仏陀や菩薩などに向けられていたひざまづく礼拝を世俗化し、ひざまづく礼拝は臣下が皇帝に対して行う礼儀へと転化し、明になると、皇帝の権力は更に盛んになり、元朝の礼儀が継承された。清朝になると、明代の残忍な廷杖は廃止されたが、明代に定型化されたひざまづいて拝む儀式は維持され、人々が祖先に対して、プロレタリアートの大衆が官員に対して、組織の下の者が長官に対して、臣下が君主に対して行う礼儀とされた。このような礼儀は、近現代に至り、清朝がイギリスなど諸外国の外交官と接触した時、常に外交儀礼上の重大な争議を引き起こすこととなった。

### 外交における叩頭
叩頭を音写した「Kowtow」が英語の語彙に入ってきたのは19世紀のことであり、この拝礼のことを意味するとともに、意味がずれて追従や媚びへつらいを意味するようになった。
叩頭は、皇帝が臨席する場でこれを求められ、臣下の礼をとることを強いられた当時の外交官たちにとって、重要な問題であった。イギリスの外交使節団が、ジョージ・マカートニー (初代マカートニー伯爵)（1793年）も、ウィリアム・アマースト (初代アマースト伯爵)（1816年）も失敗に終わった理由の一つは、彼らが、叩頭することでイギリス王が中国皇帝の臣下になることを意味するのではないかと恐れたからであったとも言われている。
1794年から1795年にかけて乾隆帝の宮廷に派遣されたオランダの大使イサーク・ティチングは、叩頭を厭わなかった。ティチングの使節団の一行の中には、アンドレアス・エヴェラルドゥス・ファン・ブラーム・ホックゲーストとクレチアン＝ルイ＝ジョゼフ・ド・ギーニュも加わっていたが、彼らは複雑な宮廷儀礼を無難にこなすべく、あらゆる努力を払っていた。
他方、中国の外交使節が、他国の君主、とりわけロシア帝国皇帝に叩頭を行ったことは、2回しかない。1731年、清がロシア帝国に送った使節団を率いたトシ（tosi、托時）は、雍正帝の助言を踏まえ、ロシアのアンナ女帝の前で叩頭した、翌年、ロシアの新しい都サンクトペテルブルクに送られた使節団を率いたデシン（desin、徳新）も同様に叩頭した。徐中約（イマニュエル・シュー）によれば、雍正帝の先代に当たる康熙帝は、清朝の外交関係においてロシアに特別な地位を与えることをはっきりと命じ、ロシアを朝貢国として扱わず、清朝と対等な存在と認めていた。

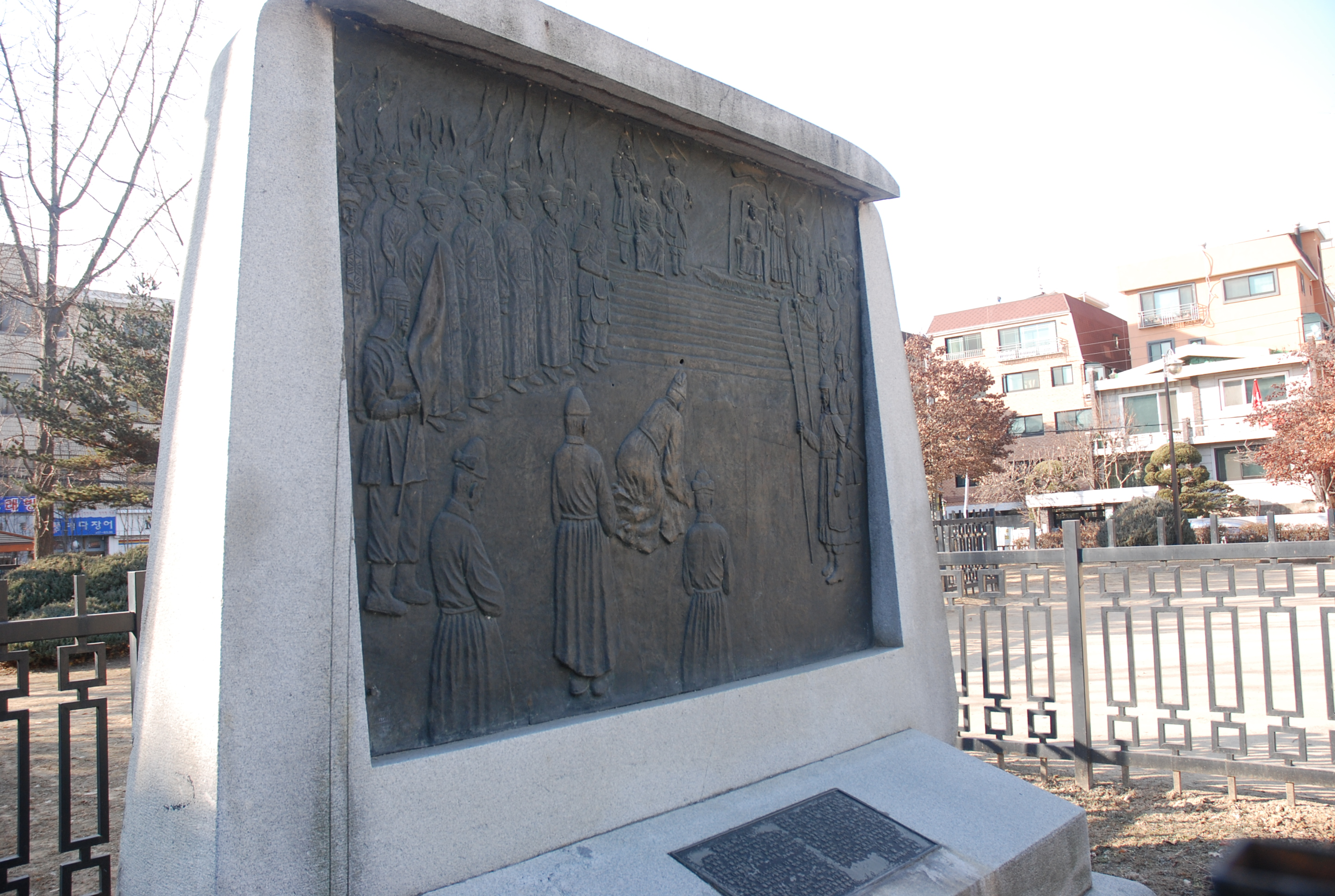
降伏し、ホンタイジの前で叩頭する朝鮮王の仁祖を描いた浮き彫り。

叩頭はアジア諸国間の外交関係においてもしばしば行われていた。1636年、侵入してきた満洲人に対して、李氏朝鮮の王、仁祖は、降伏を余儀なくされ、清の皇帝ホンタイジに朝貢国として認めてもらうことを乞い、3回叩頭したという。清朝に派遣されていた全てのアジア諸国の外交使節と同様に、朝鮮の外交使節も清朝訪問時に皇帝に対して3回の叩頭を行なっており、それは、1896年に日清戦争の結果、朝鮮が清の朝貢国でなくなるまで続けた。
琉球王国の王も、三跪九叩頭の礼をおこなって、中国の王朝への服従を示していた。

## その他の用法
- 臨床心理学などでは、自傷行為の一つとして、頭を床や壁などに叩きつける行為[7]を「叩頭」と表現することがある[8]。

- 昆虫綱コウチュウ目コメツキムシ科の昆虫は、「米搗虫（こめつきむし）」のほか、「叩頭虫/額突虫（ぬかつきむし、ぬかずきむし）」と称される[9][10][11]。